# Ligne A du tramway de Bilbao
Pour les articles homonymes, voir Ligne A.
La ligne A d'Euskotren Tranbia, est l'unique ligne du tramway de Bilbao au Pays basque, qui relie la station d'Atxuri à celle de La Casilla et comprend au total 14 stations.

## Histoire

### La phase 1
Les travaux du tronçon Atxuri-Ubitarte démarrent le 27 mai 1999, assortis d'un budget initial de 42 millions d'euros, dont la répartition est la suivante :
- 64,75 % assumés par des entreprises publiques sous tutelle du gouvernement basque (dont Euskotren qui assume l'intégralité de l'achat des 8 rames : 18 millions d'euros)
- 23 % payés par Bilbao Ría 2000
- 11,75 % payés par la municipalité de Bilbao.

Cette construction s'inscrit dans un plan global d'implantation du tramway ou métro léger de l'entreprise EuskoTren. Elle prévoit alors de consacrer 172,78 millions d'euros pour le réseau à Bilbao sur les 972,80 millions de dotation jusqu'en 2012.
En novembre 2001, le prolongement jusque Basurto est approuvé, il est alors assorti d'une enveloppe de 19,4 millions d'euros.
L'ouverture initialement prévue pour janvier 2002 est repoussée au 20 décembre 2002, à la suite de la modification du tracé dans le quartier du Casco Viejo et à l'intervention de la Renfe sur des voies de marchandises. La pose des caténaires est prévue pour octobre et le début des essais pour novembre. Le retour – 47 ans après sa suppression – du tramway à Bilbao a finalement lieu le 18 décembre 2002, avec un surcoût de 3,6 millions d'euros.
2 prolongements sont ouverts en 2003 :
- Le 30 avril la ligne atteint la station :  Guggenheim.
- Le 24 juillet entrent en fonctionnement quatre arrêts supplémentaires, correspondant au tronçon Guggenheim - San Mamés.

Le 22 juillet 2004 marque l'aboutissement de la première phase avec l'ouverture de l'arrêt Basurto.

### Extension complémentaire

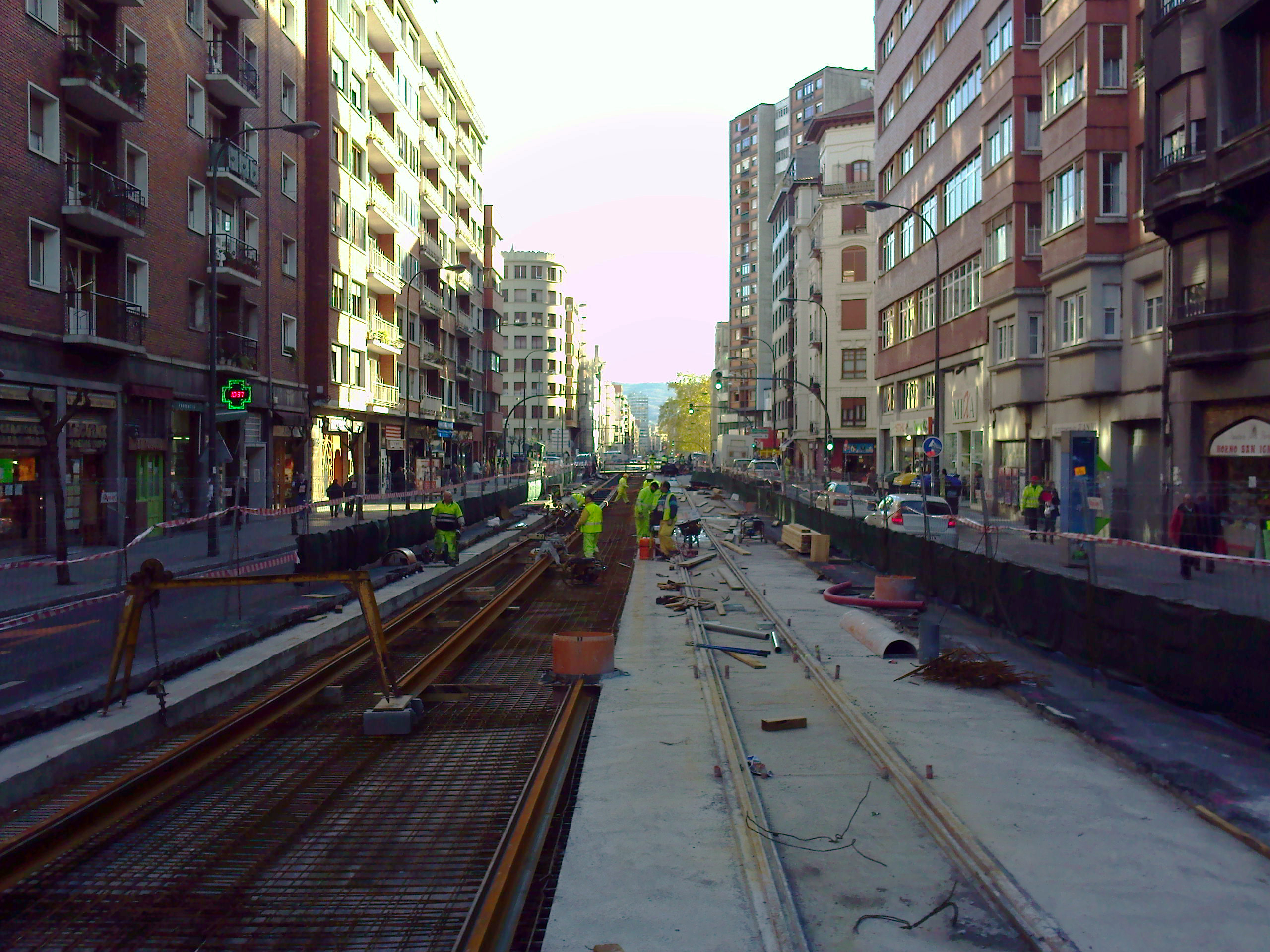
Image des travaux sur la calle Autonomía (2010)

En 2006, le projet d'extension vers la place de la Casilla, via la Avenida Montevideo et la calle Autonomía est rendu public. Le coût du prolongement — d'une longueur de 700 mètres — est alors évalué à 5 millions d'euros, financés à hauteur de 65 % par le département des transports du gouvernement basque, les 35 % restants sont financés par la ville de Bilbao. Les travaux étaient censés démarrer en 2007, mais ce n'est que le 7 juillet 2010 qu'est posée la première pierre du chantier à hauteur de la place de la Casilla par le vice-conseiller des transports et des travaux publics du gouvernement basque Ernesto Gasco, accompagné du maire de Bilbao Iñaki Azkuna. Le 25 avril 2012, le prolongement est mis en service — occasionnant le changement de nom de la station Basurto qui devient Hospital — avec un premier départ à 06:28 vers la gare d'Atxuri. Ce sont 450 000 voyageurs annuels supplémentaires qui sont attendus.

## Stations
- Bolueta
- Abusu
- Atxuri (correspondance avec EuskoTren)
- Ribera
- Arriaga (correspondance avec Métro de Bilbao et EuskoTren)
- Abando (correspondance avec Métro de Bilbao, Cercanías Bilbao, RENFE, et FEVE)
- Pío Baroja
- Uribitarte
- Guggenheim (pour le Musée Guggenheim)
- Abandoibarra
- Euskalduna
- Sabino Arana
- San Mamés (correspondance avec Métro de Bilbao et Cercanías Bilbao)
- Ospitalea/Hospital (correspondance avec FEVE)
- Basurto
- La Casilla

## Lieux d'intérêt
Le plan du tramway donne accès à différentes zones de grand intérêt culturel et de services, dont les suivantes :
- Mairie de Bilbao (Pío Baroja)
- Palais de Justice (Pío Baroja, Abando)
- Palais Euskalduna (Euskalduna)
- Musée Guggenheim (Guggenheim)
- Théâtre Arriaga (Arriaga)
- Stade San Mamès (San Mamès)
- École Technique Supérieure Ingénierie Industrielle et Télécommunications (UPV/EHU) (San Mamès)
- Université de Deusto (Guggenheim)
- Bibliothèque de l'Université de Deusto (Guggenheim)
- Institut Polytechnique
- Collège Public Maître García Rivero
- Hôpital de Basurto (Basurto)
- Vieux quartier (Arriaga, Ribera, Atxuri)
- Marché de la Ribera (Ribera)
- Abandoibarra (Euskalduna, Abandoibarra, Guggenheim, Uribitarte).

## Extensions
Il était prévu qu'une branche desservant le quartier de Rekalde depuis la station La Casilla soit construite. Le 23 janvier 2009, le projet définitif de prolongement était même présenté, incluant une ouverture coïncidant avec le prolongement à La Casilla. D'une longueur de 1,3 km, le projet était assorti un financement de 7 millions d'euros, d'une réalisation en 18 mois et de l'acquisition d'une nouvelle rame d'une capacité de 244 places. Mais à la suite du changement du gouvernement basque en 2009, le prolongement du tramway vers ce quartier n'est plus à l'ordre du jour, l'exécutif tendant plutôt à favoriser la future ligne 4 du métro.
Avec le changement de la station terminus des trains d'EuskoTren d'Atxuri à San Nicolas (Casco Viejo ou Vieux Quartier), changement qui arrivera en 2012, la gare d'Atxuri sera desservira uniquement par le tramway et celui-ci sera prolongé jusqu'à arriver à Etxebarri (station de San Antonio), étant ainsi relié avec la future l-3 du métro de Bilbao. Cette modification coïncidera avec la fermeture de l'anneau tranviaire par Autonomia, Zabálburu et Hurtado d'Amézaga.
Avec la régénération de Zorrotzaurre, qui commencera en 2010, on envisage de prolonger le tramway jusqu'à la future île, du Pont vaste Euskalduna. Ainsi la ligne aura quatre nouveaux arrêts. Pour la seconde phase il traversera de nouveau la ria au moyen d'un  pont mobile vers Zorrotza.

## Matériel roulant

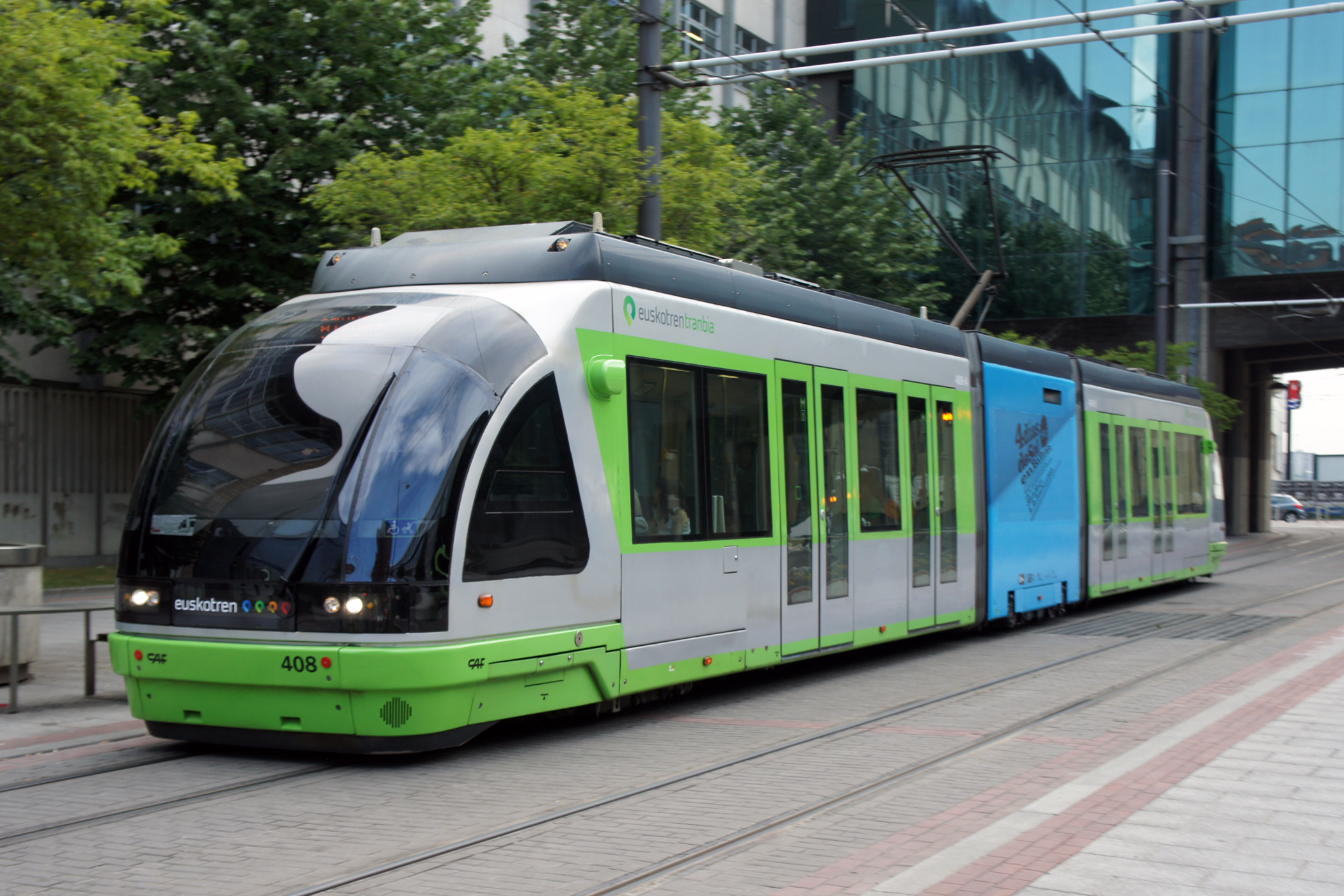
Rame n°408 la dernière livrée et équipée d'un plancher bas intégral.

EuskoTren désirait initialement des rames tram-train, capables de circuler sur son réseau ferroviaire, alimenté en 1500V, et sur les lignes de tramway, alimentées par un courant de 750V. Cependant, l'offre n'existait à l'époque pas. En juillet 1999, EuskoTren a passé commande auprès de CAF un lot de 8 rames du modèle Urbos I à trois caisses, pour voie métrique. Ces rames sont numérotés 401 à 408.
- Hauteur : 3,30 m
- Largeur : 2,40 m
- Longueur : 24,28 m
- Masse à vide : 33 tonnes
- Accès : 4 portes doubles par côté (1,30 m de largeur sur 2,00 mètres de hauteur)

7 rames sont dotées d'un plancher bas à 70 %, la huitième en étant intégralement équipée. Chaque rame peut transporter 196 passagers, dont 142 debout et 2 UFR. Les rames sont équipées de la vidéosurveillance (10 caméras par tramway). Il y a une possibilité d'allonger les rames jusqu'à 7 caisses.

## Curiosités

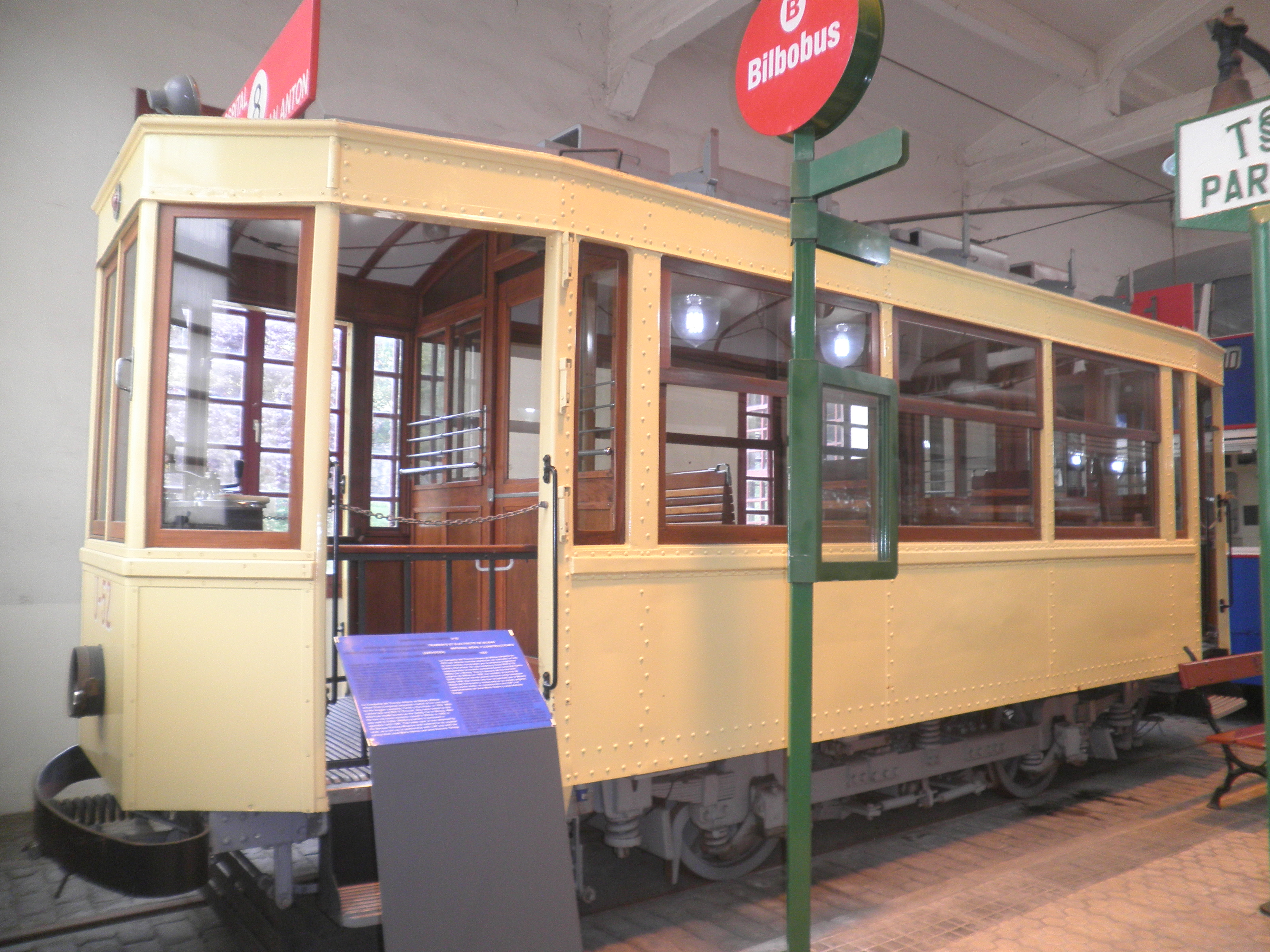
Motrice U 52 exposée au musée d'Aspeita

En août 2007 on a transféré jusqu'à Bilbao l'ancien tramway de Bilbao U52, préservé au Musée basque du chemin de fer d'Azpeitia. Le tram U52 a été construit en 1932 par l'usine Carde y Escoriaza de Saragosse et a circulé à Bilbao jusqu'à 1955 (depuis l'église de San Anton jusqu'à l'hôpital de Basurto à travers Bilbao La Vieja et Autonomia). Après être vendu au réseau de tramway de Sóller (Iles Baléares), en 1999, avec le parrainage BBK et d'Euskaltel, il a été acquis à nouveau dans le but d'une restauration et d'une exposition. La venue du vieux tramway a été due au tournage du film Un tram en SP, tiré du roman du même nom écrit par Unai Elorriaga.

## Traduction
- (es) Cet article est partiellement ou en totalité issu de l’article de Wikipédia en espagnol intitulé « Línea A (Euskotren Tranbia) » (voir la liste des auteurs).